# Lajkovac (stacja kolejowa)
Lajkovac (serbski: Лајковац) – stacja kolejowa w Lajkovacu, w Serbii Centralnej, w okręgu kolubarskim, w Serbii. Znajduje się na linii Belgrad – Bar.
Zatrzymują się tu wszystkie rodzaje pociągów pasażerskich, które działają na tej linii. Ma cztery główne tory i cztery ślepe. Znajdują się tu 3 perony oraz poczekalnia w budynku dworca. Wieża ciśnień przy stacji jest nadal dominującym obiektem w okolicy.
Stacja znajduje się w centralnej części miasta, równolegle do drogi Belgrad-Valjevo.

## Linie kolejowe
- Belgrad – Bar